# Pierre Marie Arthur Morelet
Pierre Marie Arthur Morelet (Lays-sur-le-Doubs , 26 augustus 1809 - Velars-sur-Ouche nabij Dijon, 9 oktober 1892) was een Franse natuuronderzoeker. Hij bestudeerde vooral weekdieren en publiceerde de beschrijving van vele nieuwe taxa, onder meer van weekdieren uit Portugal en Portugese overzeese gebieden, Afrika en Midden-Amerika.
Hij nam deel aan de "Commission d'exploration scientifique d'Algérie" (1839-1841), waarvoor hij voornamelijk natuurhistorische tekeningen maakte.
Rond 1848 maakte hij een wetenschappelijke reis door Cuba en Midden-Amerika. Hij verzamelde er niet alleen weekdieren maar ook allerlei andere soorten dieren en planten. Een van de diersoorten die hij van die reis meebracht is de bultkrokodil, die de wetenschappelijke naam Crocodylus moreletii kreeg van Auguste Duméril en Gabriel Bibron. Ook Agalychnis moreletii, een soort boomkikkers uit Midden-Amerika werd naar hem vernoemd. Hij beschreef ook twee naaldbomen uit het Caraïbische gebied: Pinus caribaea en Pinus tropicalis.
Morelet was gehuwd met de zuster van oceanograaf en malacoloog Léopold de Folin.
Onder meer ook de slakkensoorten Conus moreleti, Moerchiella moreleti, Onoba moreleti en Letourneuxia moreleti zijn naar hem vernoemd.

## Werken (selectie)
- Description des mollusques terrestres et fluviatiles du Portugal, Parijs, 1845
- Testacea novissima insulae Cubanae et Americae Centralis, Dijon 1849 (beschrijving van nieuwe soorten weekdieren meegebracht van zijn reis naar Cuba en Midden-Amerika)
- Séries conchyliologiques comprenant l'énumération de Mollusques terrestres et fluviatiles recueillis pendant le cours de différents voyages, ainsi que la description de plusieurs espèces nouvelles, Parijs, 1858
- Iles Açores. Notice sur l'histoire naturelle des Açores suivie d'une description des mollusques terrestres de cet archipel, Parijs, 1860
- Mollusques terretres et fluviatiles, Parijs, 1868 (compilatie van beschrijvingen van weekdieren verzameld door dr. Friedrich Welwitsch in Angola en Benguela in de periode 1853-1861)